# Bebe Bettencourt
Bebe Bettencourt (geboren am 2. Februar 1996 in Sydney), besser bekannt als BeBe, ist eine australische Schauspielerin.

## Leben und Karriere
Bettencourt wurde als Tochter des portugiesisch-amerikanischen Gitarristen Nuno Bettencourt und der australischen Rocksängerin Suze DeMarchi geboren. Ihre Kindheit verbrachte sie in Boston und Los Angeles, bevor sie im Alter von 14 Jahren nach Sydney zurückkehrte, um dort die High School zu besuchen.
Ihr Debüt gab sie 2020 in dem Film
The Dry – Lügen der Vergangenheit. 2021 übernahm sie die Hauptrolle der Hedwig in der australischen Fernsehserie Eden. Anschließend war sie 2022 in Der Spinnenkopf zu sehen. Seit 2023 spielt sie in der Serie Strife mit.

## Filmografie
Filme
- 2020: The Dry – Lügen der Vergangenheit (The Dry)
- 2022: Der Spinnenkopf (Spiderhead)

Serien
- 2021: Eden
- 2022: History of a Pleasure Seeker
- seit 2023: Strife